# Amerikansk Samoa ved vinter-OL 1994
Amerikansk Samoa konkurrerede i De Olympiske Vinterlege for første gang ved vinter-OL 1994 i Lillehammer, Norge. Det er i 2014, det eneste vinter-OL, de har deltaget i.